# ABF (motorfiets)
ABF is een historisch merk van racemotorfietsen.
ABF stond voor: Association Bidalot Fourès. 
Jean Bidalot, bekend van zijn eigen merk Bidalot, produceerde van 1971 samen met Jean Bernard Fourès kleine series 50 cc productieracers die waren gebaseerd op de machines die Kreidler in de jaren zestig met succes in het wereldkampioenschap wegrace had ingezet. De beste resultaten werden geboekt door de Franse coureur Patrick Plisson, die in 1978 en 1979 derde in het WK werd. In 1981 stopten Bidalot en Fourès met de productie.